# George Washington (Peale 1772)
Ce premier portrait authentifié de George Washington - connu comme George Washington (Peale 1772) - a été peint par Charles Willson Peale (1741-1827), en 1772.

## Contexte
Ce portait de George Washington - qui est avec l'uniforme de colonel du "Virginia Regiment"  (British Colonial) - est connu comme « George Washington (Mt. Vernon type) » et a été peint environ douze ans après le service de Washington pendant la Guerre de la Conquête (1754-1763) et plusieurs années avant qu'il ne réintègre son service militaire dans la Révolution américaine. 
À l'époque de ce portrait, George Washington avait environ quarante ans. Le Virginia Regiment (en) a été formé en 1754, par le gouverneur royal de la Virginie Robert Dinwiddie, en tant que corps militaire provincial. Washington a servi dans le Virginia Regiment en 1754 e du 1755 au 1758.
En 1796, peu avant la fin de son deuxième mandat comme président des États-Unis, George Washington donna 20.000 dollars à la Washington and Lee University (à ce temps-là "Washington Academy"), qui était en difficultés économiques. Le portrait de Washington a été donné en 1897.
L'uniforme de Washington avait une petite gorgerette, de la dentelle argentée sur les poches et sur les bordures, le gilet et le pantalon rouges, une boutonnière, une aiguilette argentée sur l'épaule droite et la ceinture pourpre. Pendant la campagne du 1755, George Washington et les autres officiers endossaient des chemises en daim. Ils portait aussi un noir tricorne, lacé de blanc décoré et avec une cocarde noire,.

## Images

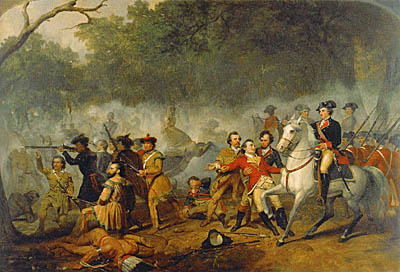
Junius Brutus Stearns (1810-1885), Washington pendant la Guerre contre les Français et les Indiens, 1849-1856
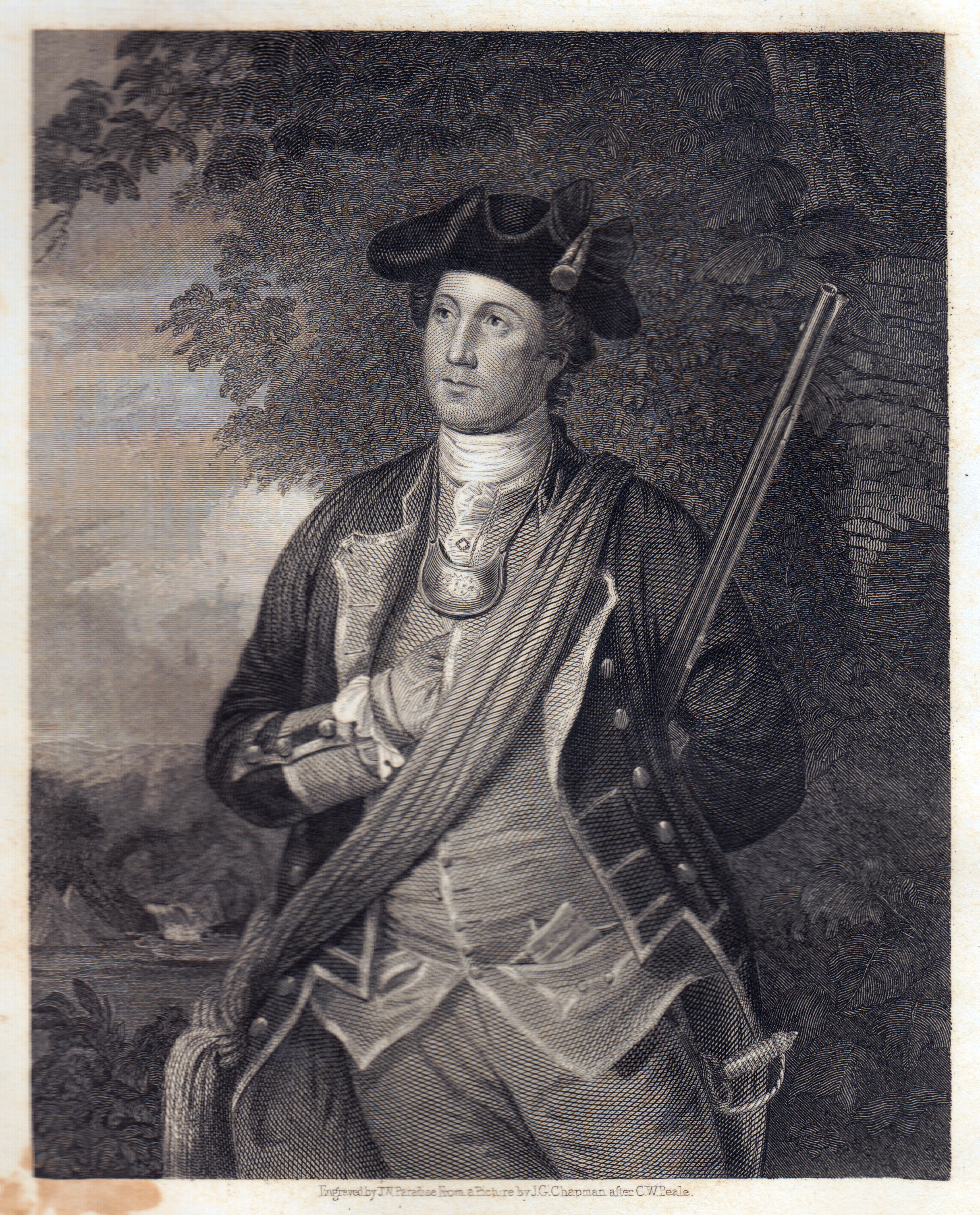
George Washington, 1772, gravure [note 4]
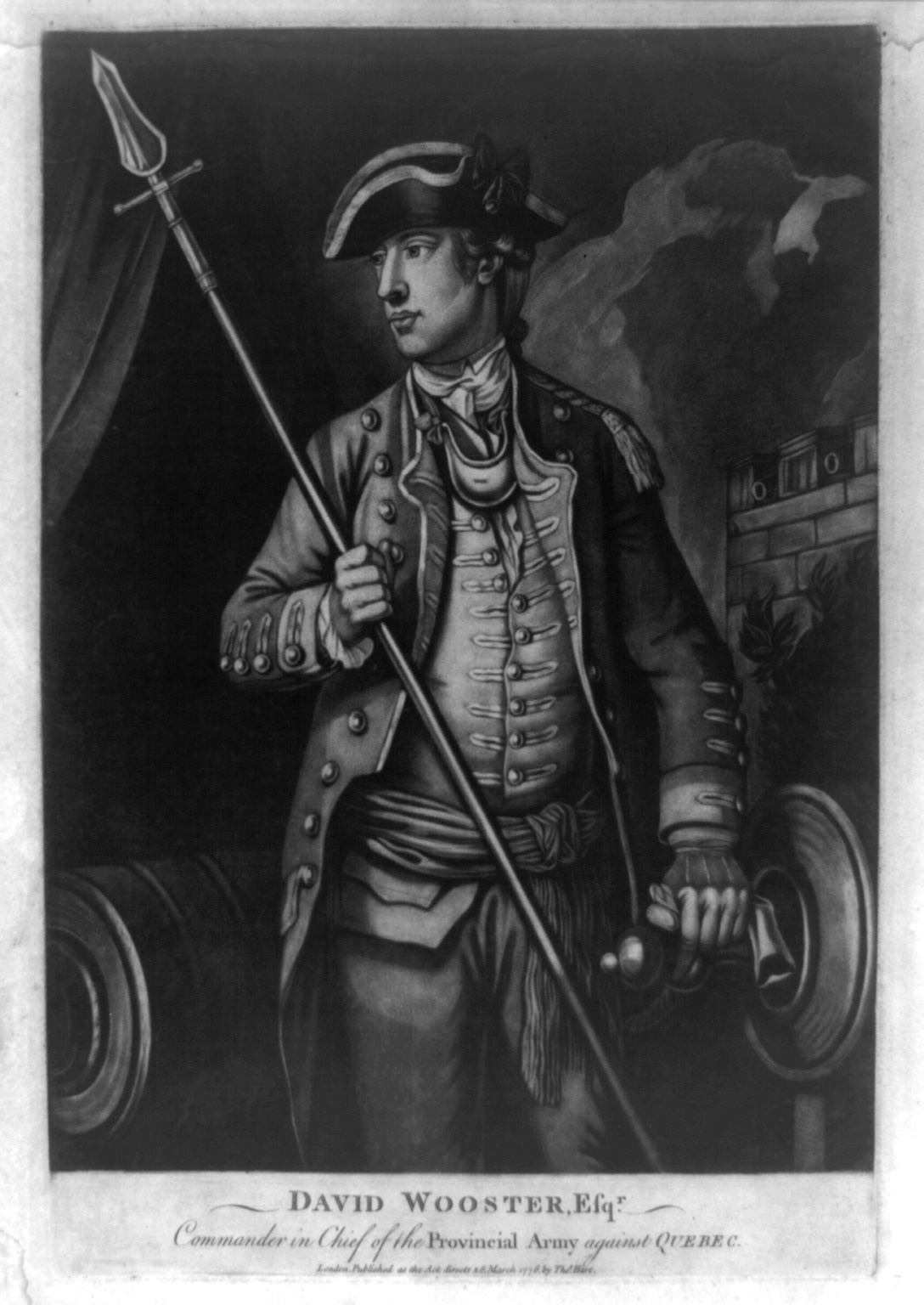
David Wooster, commandant en chef de l'Armée provinciale contre le Québec, gravure, ca. 1776 [3],[note 5]
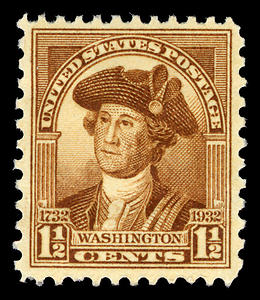
Timbre des États-Unis 1932 du Bicentenaire, valeur de 1 et 1/2¢, basé sur le portrait Peale du 1772